# Cap Monze

Mapa de la zona publicat el 1897.

El cap Monze (o Monza) és un promontori a la frontera de la província del Sind, al Pakistan, que forma la part oriental de la boca del riu Hab. És conegut també con Ras Muari o Ras Movari i en balutxi Rasjil. Forma el límit entre el Sind i el Balutxistan. Està format per l'extrem de les muntanyes Brahui (Brahuik) o Hala; a l'oest del riu Hab és territori balutxi i està dominat per les muntanyes del Jebel Pab de prop de 800 metres; el promontori entre uns 3 km cap a la mar.